# Hongkongs lagstiftande församling
Hongkongs lagstiftande församling (kantonesiska 香港特別行政區立法會, Hēung góng dahk biht hàhng jing kēui laahp faat wúih, engelska Legislative Council of Hong Kong), oftast förkortat LegCo, är det högsta lagstiftande organet i den särskilda administrativa regionen Hongkong. Församlingen består av 70 ledamöter som väljs vart fjärde år.
Mellan 1997 och 2012 var LegCos storlek 60 ledamöter.
Enligt Hongkongs baslag har lagstiftande församlingen bl.a. följande funktioner:
- stifta lag inom Hongkongs baslags ramar
- debattera saker och ting som gäller offentliga frågor
- granska regeringens arbete
- planera och godkänna Hongkongs budget

Parlamentariskt arbete sker i tio kommittéer. Under vanliga kommittéer kan också finnas subkommittéer.. 
Nästa valet kommer att hållas den 6 september 2020.

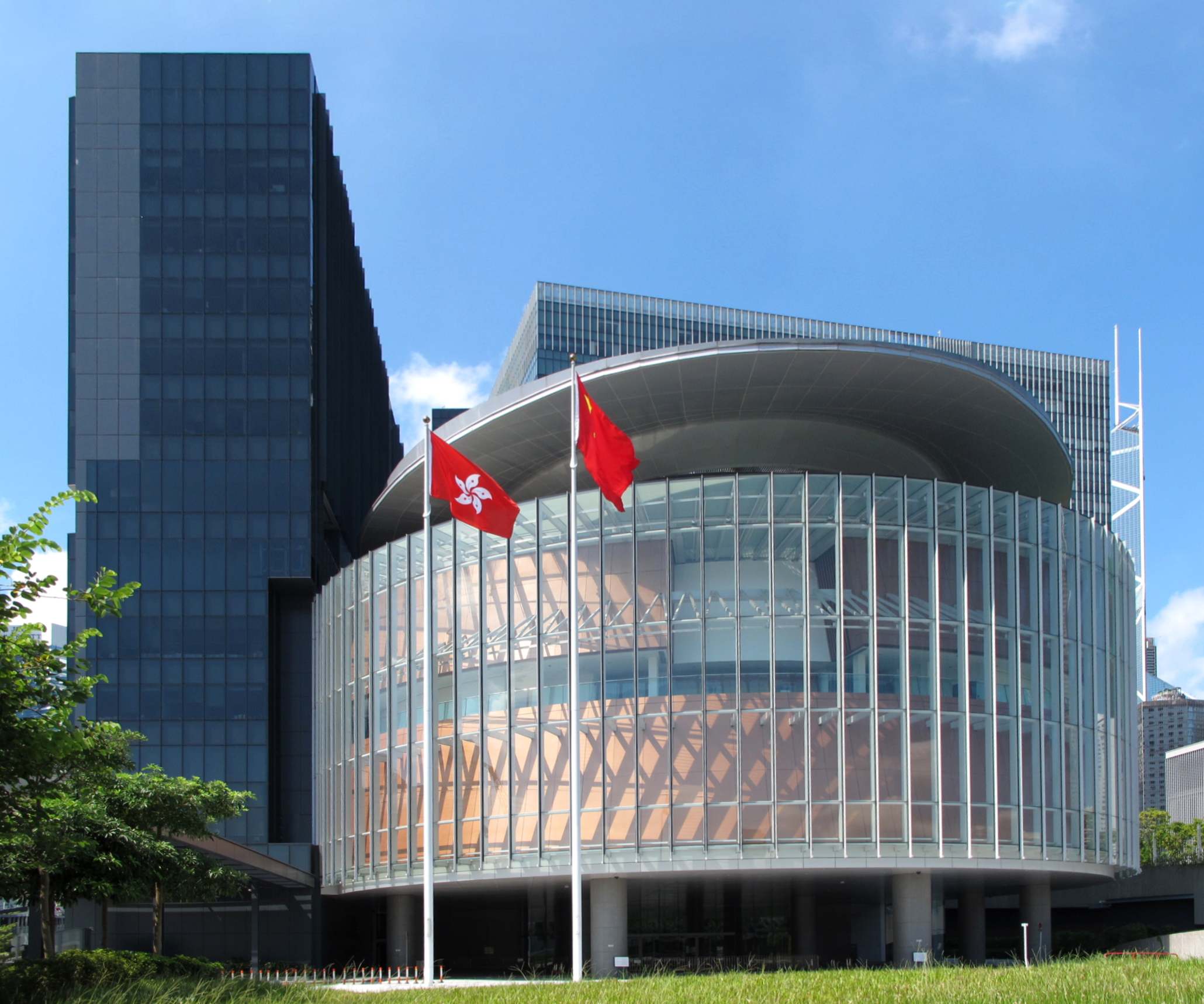
Parlamentsbyggnaden där lagstiftande församlingen har mötts sedan 2011.